# Actinobole
Actinobole é um género botânico pertencente à família Asteraceae. Endêmicas na Austrália.
- Significado:
  - Do grego actinos (raios) e bolos (nódulo, massa ou pequena moeda)

## Espécies
- Actinobole condensatum (A.Gray) P.S.Short
- Actinobole drummondianum P.S.Short
- Actinobole oldfieldianum P.S.Short
- Actinobole uliginosum (A.Gray) H.Eichler